# Shuikou, Tongliang
Shuikou (kinesiska: 水口) är en köping i sydvästra Kina. Den ligger i stadsdistriktet Tongliang i storstadsområdet Chongqing, omkring 61 kilometer nordväst om det centrala stadsdistriktet Yuzhong. Antalet invånare är 5 729. Befolkningen består av 2 904 kvinnor och 2 825 män. Barn under 15 år utgör 17,0 %, vuxna 15-64 år 62 %, och äldre över 65 år 20,0 %.